# Charles Bayard
Charles Bayard, de son vrai nom André Marie Charles Brossard d'Oimpuis, né le 28 juillet 1892 dans le 4e arrondissement de Paris et mort le 19 juin 1985 dans le 16e arrondissement de Paris, est un acteur français ayant joué dans des rôles secondaires de 1947 à 1981.

## Filmographie

### Années 1940
- 1947 : Le Bal des mariniers de Maurice Théry - court métrage -
- 1948 : Les Casse-pieds ou Parade du temps perdu de Jean Dréville
- 1949 : Fantômas contre Fantômas de Robert Vernay - L'homme distingué du métro
- 1949 : Entre onze heures et minuit de Henri Decoin : l'armurier
- 1949 : Un certain monsieur de Yves Ciampi
- 1949 : Monseigneur de Roger Richebé : un invité
- 1949 : Pas de week-end pour notre amour de Pierre Montazel : un gentleman au préambule
- 1949 : Le parfum de la dame en noir de Louis Daquin
- 1949 : Carnage - court métrage, anonyme -

### Années 1950
- 1950 : Sans tambour ni trompette de Roger Blanc
- 1950 : Miquette et sa mère de Henri-Georges Clouzot : un curiste
- 1950 : Minne, l'ingénue libertine de Jacqueline Audry
- 1950 : Le 84 prend des vacances de Léo Joannon
- 1950 : Plus de vacances pour le Bon Dieu de Robert Vernay
- 1950 : Zone frontière de Jean Gourguet
- 1951 : Édouard et Caroline de Jacques Becker : un invité
- 1951 : La Vie chantée de Noël-Noël
- 1951 : Ma femme est formidable de André Hunebelle : un joueur d'échecs
- 1951 : Nez de cuir de Yves Allégret : Un invité
- 1952 : Monsieur Leguignon lampiste de Maurice Labro : un homme qui achète du journal
- 1952 : Les Dents longues de Daniel Gélin : un membre du conseil du journal
- 1952 : Adorables Créatures de Christian-Jaque : un membre du jury
- 1952 : Le Duel à travers les âges (Court-métrage) de Pierre Foucaud
- 1952 : La Minute de vérité de Jean Delannoy : un client du cabaret
- 1952 : Elle et moi de Guy Lefranc : un invité au mariage
- 1952 : Monsieur Taxi de André Hunebelle
- 1952 : Kœnigsmark de Solange Térac
- 1953 : Crainquebille de Ralph Habib
- 1953 : Le Grand Jeu de Robert Siodmak
- 1953 : Le Petit Jacques de Robert Bibal: un actionnaire
- 1953 : Capitaine Pantoufle de Guy Lefranc : le patron du marin
- 1953 : L'Esclave de Yves Ciampi : le critique
- 1953 : Faites-moi confiance de Gilles Grangier : un mameluk
- 1953 : Madame de... de Max Ophüls : un convive
- 1953 : Légère et court vêtue de Jean Laviron : l'homme dans la salle d'attente
- 1954 : Si Versailles m'était conté... de Sacha Guitry : Monsieur de Sartine
- 1954 : Après vous, duchesse de Robert de Nesle
- 1954 : Touchez pas au grisbi de Jacques Becker : M. Dufiond, un danseur
- 1954 : C'est... la vie parisienne  de Alfred Rode: le témoin
- 1954 : Papa, maman, la bonne et moi... de Jean-Paul Le Chanois : Un spectateur lors de la représentation
- 1954 : Le Comte de Monte-Cristo  de Robert Vernay : un assesseur de la chambre des pairs
- 1955 : Le Fil à la patte de Guy Lefranc
- 1955 : Interdit de séjour de Maurice de Canonge : un vieux beau
- 1955 : Escale à Orly  de Jean Dréville : un voyageur
- 1955 : La Tour de Nesle de Robert Vernay : Joinville
- 1955 : Sur le banc de Robert Vernay
- 1955 : Les Mauvaises Rencontres  de Alexandre Astruc : un dîneur
- 1955 : Frou-Frou de Augusto Genina
- 1955 : Lola Montès de Max Ophüls: homme dans la boîte
- 1955 : Les Carnets du Major Thompson de Preston Sturges
- 1955 : Paris Canaille de Pierre Gaspard-Huit
- 1955 : Rencontre à Paris de Georges Lampin
- 1955 : Une fille épatante de Raoul André
- 1956 : Les Duraton de André Berthomieu
- 1956 : Mon curé champion du régiment (autre titre : Mon curé chez les parachutistes) de Émile Couzinet
- 1956 : Cette sacrée gamine ou Mademoiselle Pigalle  de Marc Allégret : auditeur
- 1956 : La Bande à papa de Guy Lefranc : le vieux marin au café
- 1956 : Le Salaire du péché de Denys de La Patellière
- 1956 : En effeuillant la marguerite de Marc Allégret
- 1956 : Mitsou de Jacqueline Audry : un associé de Duroy-Lelong
- 1956 : Les Louves de Luis Saslavsky
- 1956 : Mannequins de Paris de André Hunebelle
- 1956 : Quelle sacrée soirée de Robert Vernay
- 1957 : Assassins et Voleurs de Sacha Guitry: joueur d'échecs
- 1957 : Le Colonel est de la revue de Maurice Labro
- 1957 : Sénéchal le magnifique de Jean Boyer : Un militaire aux félicitations
- 1957 : À pied, à cheval et en voiture de Maurice Delbez
- 1957 : Premier Mai ou Le Père et l'Enfant de Luis Saslavsky : un acheteur de muguet
- 1957 : Charmants Garçons de Henri Decoin
- 1958 : Ni vu, ni connu de Yves Robert : un assesseur (autre titre L'Affaire Blaireau)
- 1958 : Maxime de Henri Verneuil : le militaire chez "Maxim's"
- 1958 : Messieurs les ronds-de-cuir de Henri Diamant-Berger : Un spectateur du cabaret
- 1958 : Le Voyage en ballon de Albert Lamorisse
- 1958 : Les Vignes du Seigneur de Jean Boyer : Le général Margotin des Etapes, un invité
- 1959 : Péché de jeunesse  de Louis Duchesne
- 1959 : Soupe au lait de Pierre Chevalier
- 1959 : Vous n'avez rien à déclarer ? de Clément Duhour - Le duc de La Roche Migène
- 1959 : Nathalie, agent secret de Henri Decoin
- 1959 : La Verte Moisson de François Villiers
- 1959 : Les Yeux sans visage de Georges Franju : Un homme à la conférence
- 1959 : Les Frangines de Jean Gourguet

### Années 1960
- 1960 : Les Bonnes Femmes de Claude Chabrol
- 1960 : Le Bois des amants de Claude Autant-Lara
- 1960 : Terrain vague de Marcel Carné : Un badaud à Prisunic
- 1960 : Le Président de Henri Verneuil
- 1961 : Un Martien à Paris de Jean-Daniel Daninos : L'homme distingué rentrant à l'hôtel
- 1961 : Les Godelureaux de Claude Chabrol
- 1961 : Le Monte-Charge de Marcel Bluwal : Un homme au cercle
- 1962 : Le Masque de fer de Henri Decoin
- 1962 : Les Veinards, sketch Le repas gastronomique de Jack Pinoteau : un client importuné
- 1962 : Le Doulos de Jean-Pierre Melville: vieillard
- 1962 : Le Soupirant de Pierre Etaix
- 1962 : Du mouron pour les petits oiseaux de Marcel Carné : Le monsieur âgé qui croise Lucie dans la rue
- 1963 : Les Bricoleurs de Jean Girault
- 1963 : Clémentine chérie de Pierre Chevalier
- 1963 : Landru de Claude Chabrol : un juré
- 1963 : Carambolages de Marcel Bluwal: un représentant
- 1963 : L'Aîné des Ferchaux de Jean-Pierre Melville
- 1963 : Le Magot de Josefa de Claude Autant-Lara: M. Bayard
- 1964 : Les Gros Bras de Francis Rigaud
- 1964 : Fantômas d'André Hunebelle : le militaire au monocle
- 1964 : Un monsieur de compagnie de Philippe de Broca
- 1964 : L'Abonné de la ligne U (série télévisée)
- 1965 : Pas de caviar pour tante Olga de Jean Becker
- 1966 : Le Caïd de Champignol de Jean Bastia
- 1966 : Le Jardinier d'Argenteuil de Jean-Paul Le Chanois : un passant
- 1968 : Sous le signe du taureau  de Gilles Grangier : un client du restaurant
- 1968 : Faut pas prendre les enfants du bon Dieu pour des canards sauvages de Michel Audiard : le président de la cour de cassation (autre titre Opération Léontine)

### Années 1970
- 1970 : Clodo de Georges Clair : le colonel
- 1970 : Sur un arbre perché de Serge Korber : M. Lejeune de la société "Lejeune et Cie"
- 1971 : Les Assassins de l'ordre  de Marcel Carné : un assesseur
- 1972 : La Dame aux camélias (téléfilm) : un acheteur
- 1973 : Les Aventures de Rabbi Jacob de Gérard Oury : un invité au mariage
- 1974 : La Merveilleuse Visite de Marcel Carné
- 1979 : L'Esprit de famille de Jean-Pierre Blanc

### Années 1980
- 1981 : Le Cadeau de Michel Lang : Un passager du train

## Théâtre
- 1959 : Les Trois Chapeaux claque de Miguel Mihura, mise en scène Olivier Hussenot, théâtre de l'Alliance française